# Санаторий «Воробьево»
Санаторий «Воробьево» — село в Малоярославецком районе Калужской области России. Входит в состав сельского поселения «Деревня Воробьево».

## География
Село находится в северной части Калужской области, в зоне хвойно-широколиственных лесов, в пределах центральной части Восточно-Европейской равнины, на берегах реки Суходрев, на расстоянии примерно 18 километров (по прямой) к югу от города Малоярославца, административного центра района.

### Климат
Климат характеризуется как умеренно континентальный, с тёплым влажным летом и мягкой снежной зимой. Среднегодовая многолетняя температура воздуха составляет 3,5 — 4 °С. Средняя температура воздуха самого тёплого месяца (июля) — 17 — 18 °C (абсолютный максимум — 38 °C); самого холодного (января) — −10 °C (абсолютный минимум — −46 °C). Безморозный период длится в среднем 149 дней. Среднегодовое количество атмосферных осадков составляет 654 мм, из которых 441 мм выпадает в тёплый период. Снежный покров держится в течение 130—145 дней.

### Часовой пояс
Село Санаторий «Воробьево», как и вся Калужская область, находится в часовой зоне МСК (московское время). Смещение применяемого времени относительно UTC составляет +3:00.

## Население
| 2002 | 2010 |
| ---- | ---- |
| 4    | ↘3   |

### Национальный состав
Согласно результатам переписи 2002 года, в национальной структуре населения русские составляли 93 %.

## Инфраструктура
В селе 11 улиц — Поселковая, Санаторная, Вишневая, Светлая, Цветочная, Звездная, Воробьевская, Калужская, Малоярославецкая, Липовая, Дачный проезд. В селе находятся детский сад «Солнышко», вышка связи, очистные сооружения..